# Josef Vašíček
Josef Vašíček, född 12 september 1980 i Havlíčkův Brod, Tjeckoslovakien, död 7 september 2011 utanför Jaroslavl, Ryssland, var en tjeckisk professionell ishockeyspelare som senast spelade för Lokomotiv Jaroslavl i KHL. Han valdes av Carolina Hurricanes i fjärde rundan i 1998 års NHL-draft som 91:e spelare totalt.
Vašíček vann Stanley Cup med Hurricanes säsongen 2005–06.

## Spelarkarriär
- Sault Ste. Marie Greyhounds 1998–2000
- Carolina Hurricanes 2000–2004, 2005–06
- HC Slavia Praha 2004–05
- Nashville Predators 2006–07
- New York Islanders 2007–08
- Lokomotiv Jaroslavl 2008–2011

## Död
Vašíček var den 7 september 2011 ombord på ett passagerarflygplan som kraschade i staden Jaroslavl klockan 16:05 MSK under en flygning mellan Yaroslavl-Tunoshna Airport (IAR) och Minsk-1 International Airport (MHP). Hans lag Lokomotiv Jaroslavl var på väg till den första seriematchen för säsongen i Minsk. Efter att planet lyfte från flygplatsen kunde det inte nå tillräckligt hög höjd och kraschade in i en ledning innan det störtade i floden Volga.

## Externa webbplatser
- Presentation och statistik för Josef Vašíček som spelare  på Elite Prospects.